# Oh-My-God-partikeln
Oh-My-God-partikeln var en ultrahögenergetisk kosmisk stråle som upptäcktes den 15 oktober 1991 av Fly's Eye-kameran i Dugway Proving Ground, Utah, USA. Än idag, 2023, är det den högsta energi kosmiska strålen som någonsin observerats, med en uppskattad energi på (3,2±0,9)×10^20 eV (320 miljoner TeV). 
Partikelns natur är okänd, men de flesta kosmiska strålar är protoner. Om partikeln var en proton, hade dess hastighet varit 0,999 999 999 999 999 999 999 9951 gånger ljusets hastighet. Dess Lorentzfaktor var 3,2×10^11, och dess snabbhet var 27,1. 
Denna partikels energi var 40 miljoner gånger större än de högsta energiprotonerna som producerats i någon jordbaserad partikelaccelerator. När Oh-My-God-partikeln kolliderade med en kvävekärna i jordens atmosfär, var den energi som var tillgänglig för kollisionen omkring 2900 TeV, vilket är ungefär 200 gånger högre än den högsta kollisionsenergin i Large Hadron Collider.
Energin hos Oh-My-God-partikeln var fenomenalt stor för en enskild elementarpartikel – den var jämförbar med att släppa en 1 kg massa från en medelstor byggnad på jorden. Den hade 10^20 gånger energin hos ett foton av synligt ljus, vilket motsvarar en 142-grams (5 oz) baseball som färdas med cirka 28 m/s (100 km/h; 63 mph).
Trots dess otroliga energi var partikelns energi fortfarande omkring 40 miljoner gånger lägre än Planck-energin, nivån där exotisk fysik förväntas. Sedan den första observationen har hundratals liknande händelser (med energi på 5,7×10^19 eV eller högre) registrerats, vilket bekräftar fenomenet.
Senare studier med Telescope Array Project har föreslagit en källa till partiklarna inom en 20 graders radie "varm fläck" i riktning mot stjärnbilden Stora Björn. Amaterasu-partikeln, upptäckt 2021 och senare identifierad 2023, hade en energi som översteg 240 exa-elektronvolt och tros ha kommit från det Lokala Tomrummet, ett tomt område i rymden som gränsar till Vintergatan. 